# Тайханшань
Тайханшань 太行山 (Tàiháng Shān), гори Тайхан: гірський хребет у центральному Китаї, з якого беруть назву провінції Шаньдун та Шаньсі (відповідно, «на схід» та «на захід» від гір).
На півночі сягають Пекіну (гора Сішань), проходять через провінції Хебей, Шаньсі та Хенань. Завдовжки понад 400 км, висотою у середньому 1500—2000 м над рівнем моря.
Серед найвищих піків — мала гора Утай (小五台山 2882 м, не плутати з Утайшань, великою Утай), Дунліншань (2303 м.) тощо.